# Opactwo Marienberg
Opactwo Marienberg (niem. Abtei Marienberg, wł. Abbazia di Marienberg lub Abbazia di Monte Maria) – placówka zakonna benedyktynów znajdująca się w miejscowości Mals/Malles Venosta, w Tyrolu Południowym.
Kompleks leży na wysokości 1340 m n.p.m., co czyni go najwyżej położonym klasztorem benedyktyńskim w Europie.

## Historia
Około 1096 grafowie z Tarasp ufundowali klasztor w Scuol, po około 50 latach siedzibę placówki przeniesiono do obecnej lokalizacji. Kościół klasztorny wzniesiono pod koniec XII wieku. W XVI opactwo uniknęło kasaty dzięki interwencji papieża i władz Tyrolu. Świątynia została przebudowana w latach 1643-1648. W XVII stuleciu, za kadencji opata Matthiasa Langa z Weingarten, liczba mnichów znacząco wzrosła. W 1724 zakonnicy utworzyli szkołę humanistyczną w Merano. W 1807 klasztor rozwiązały władze Bawarii, a obiekt został splądrowany. W 1816 reaktywowano zarówno opactwo, jak i uczelnię. Placówkę zakonną ponownie zamknięto w 1928, a w latach 1946-1986 mieściła się tutaj szkoła średnia prowadzona przez braci.

## Architektura
Najstarszą częścią kompleksu jest konsekrowana w 1160 krypta, przyozdobiona romańskimi freskami z motywami bizantyńskimi. Przy dziedzińcu znajduje się kościół pw. Najświętszej Maryi Panny, romańsko-barokowa, trójnawowa bazylika. Wnętrze kościoła pokryte jest stiukowymi reliefami. Na parterze kompleksu mieści się muzeum Ora et labora, otwarte w 2007 roku. Przy południowym boku dziedzińca stoi wzniesiony w latach 2012-2017 budynek biblioteki.

## Galeria

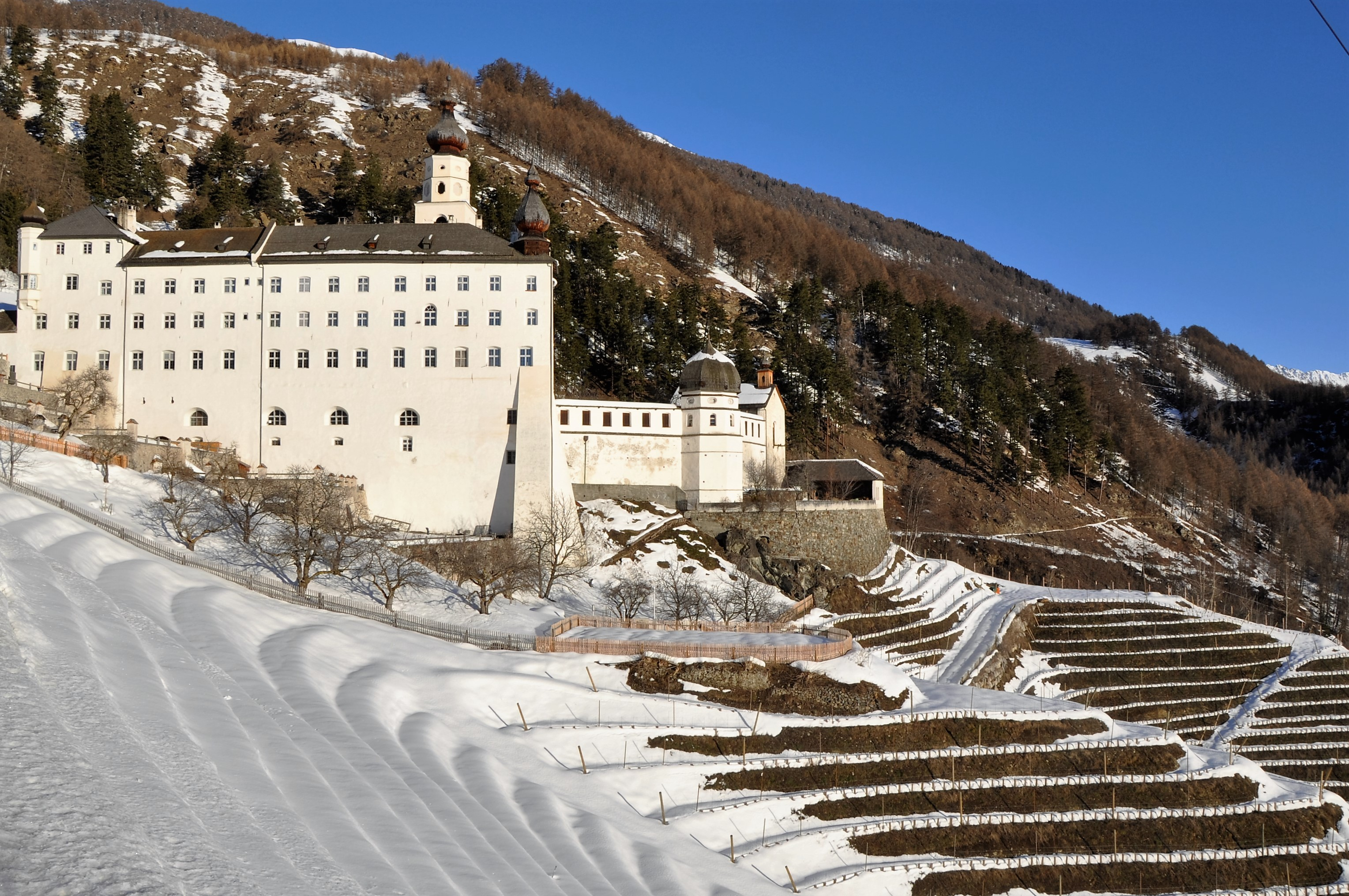
Widok z południowego wschodu
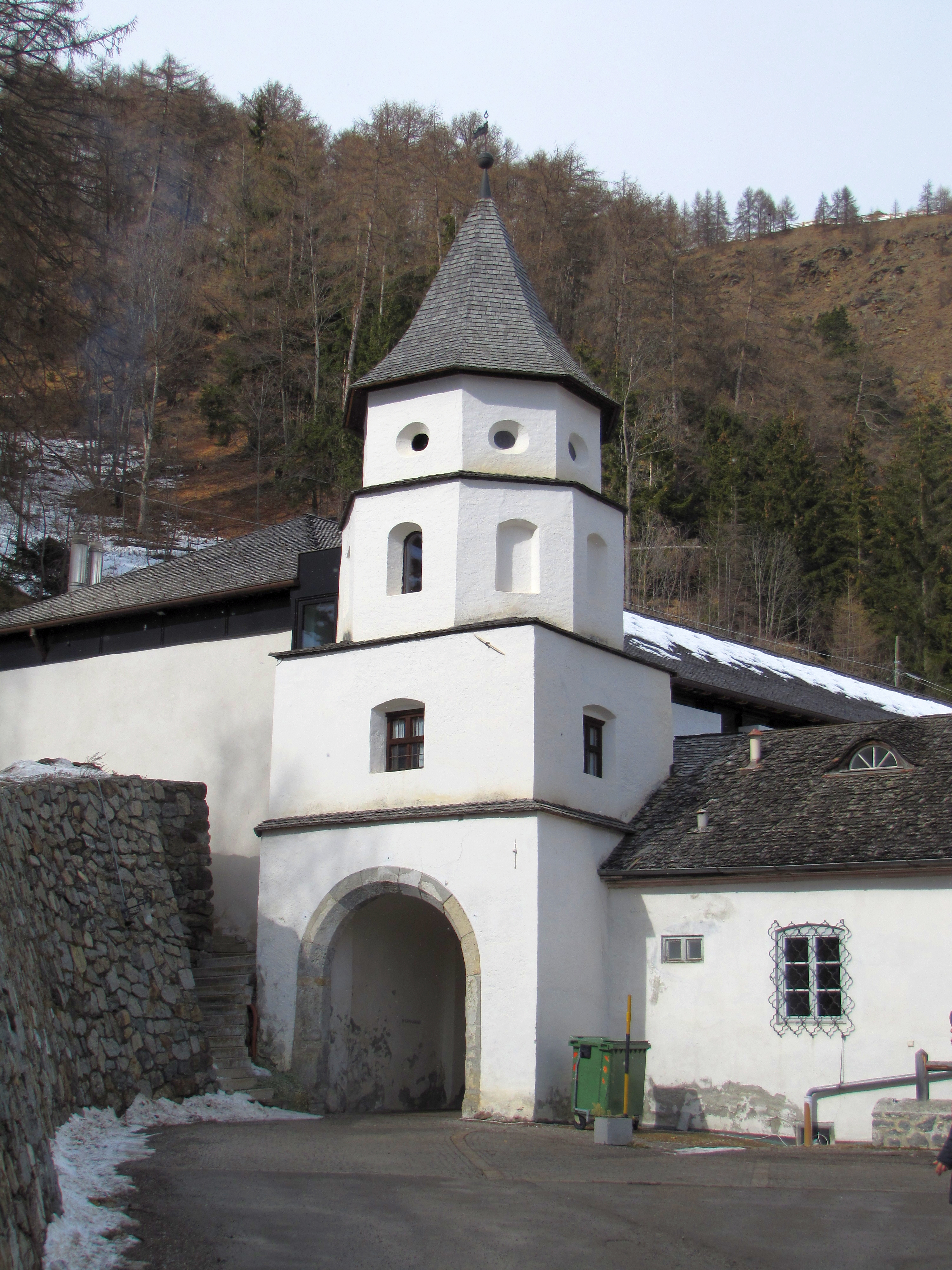
Brama wjazdowa
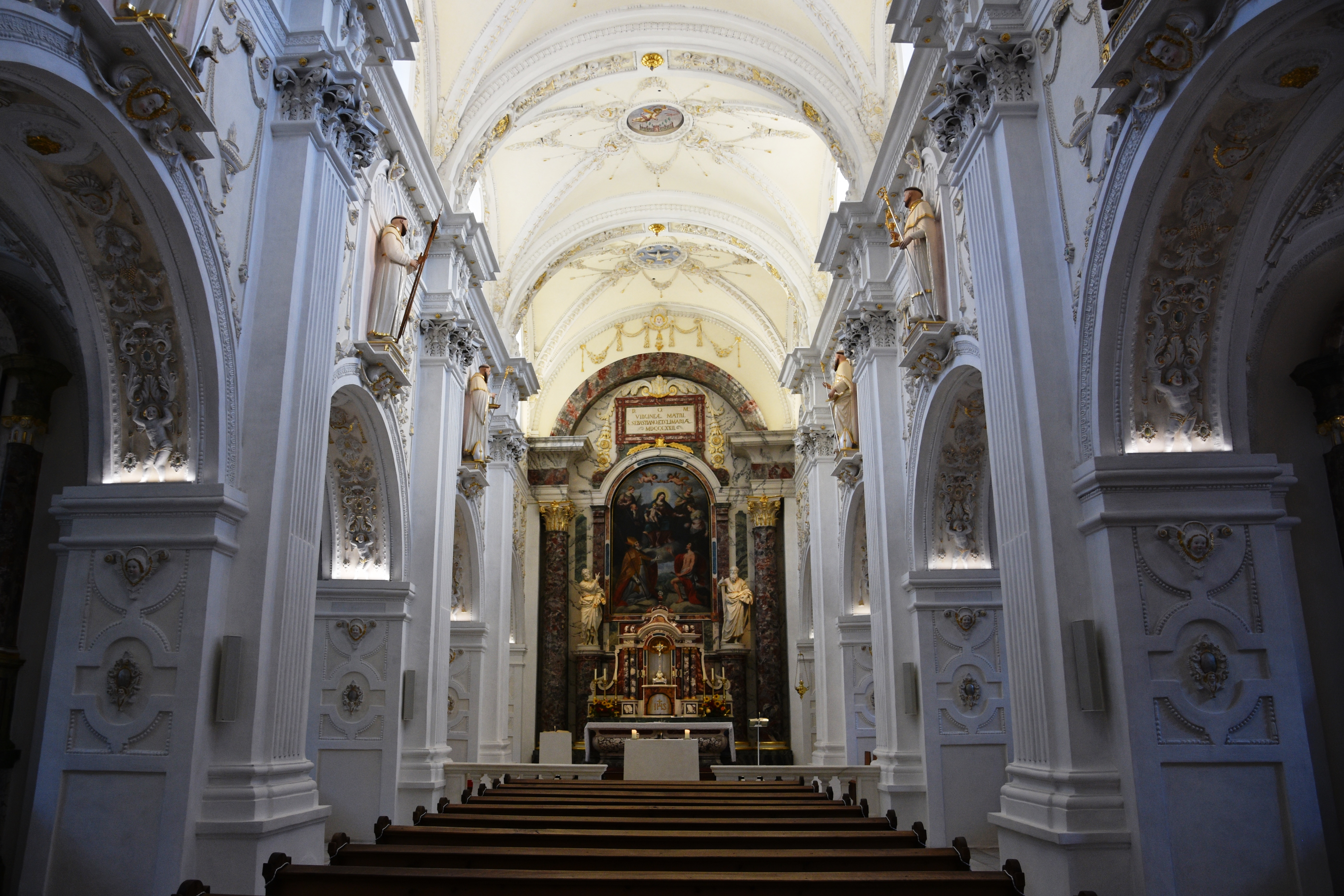
Wnętrze kościoła NMP
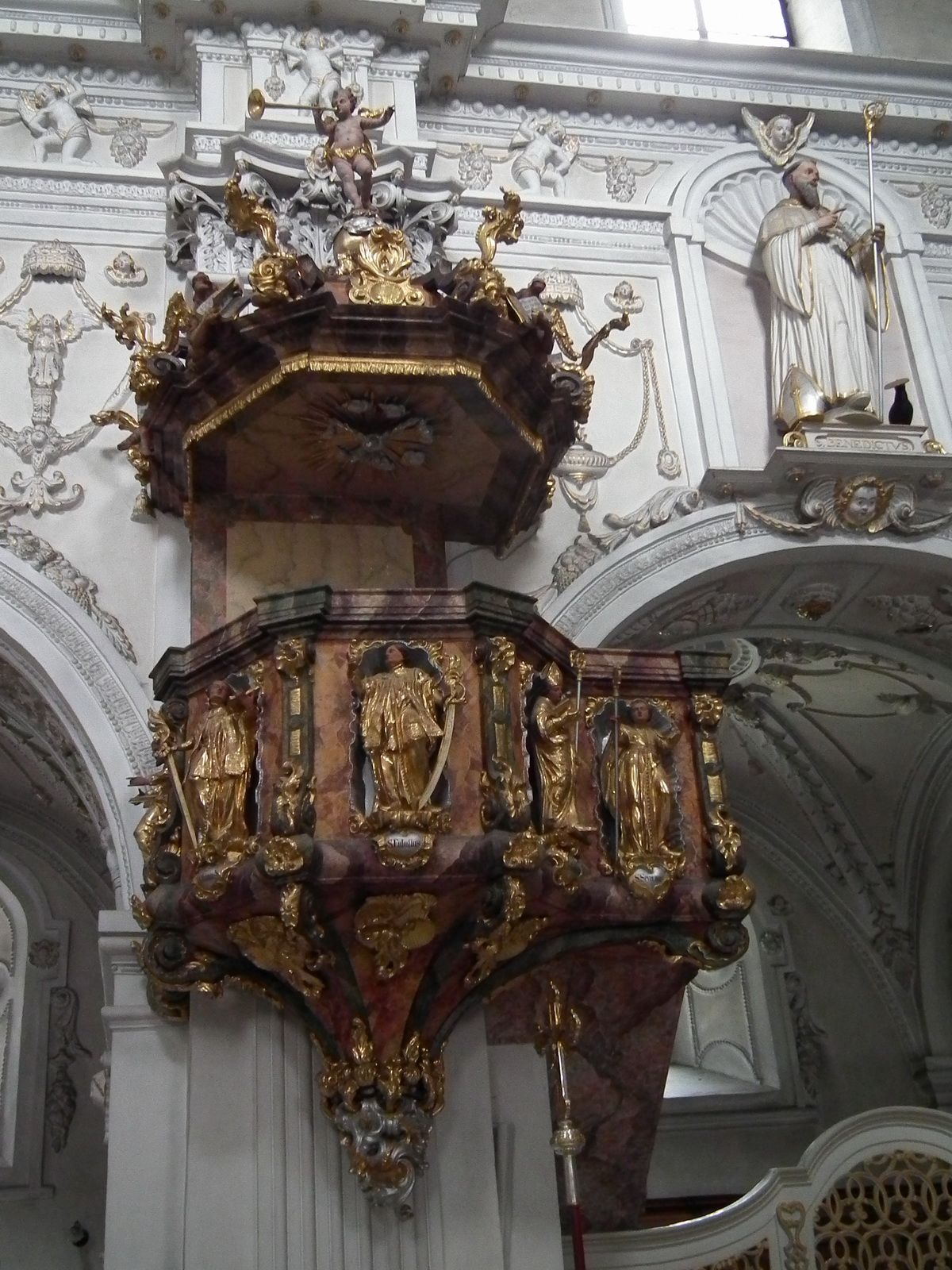
Ambona kościoła
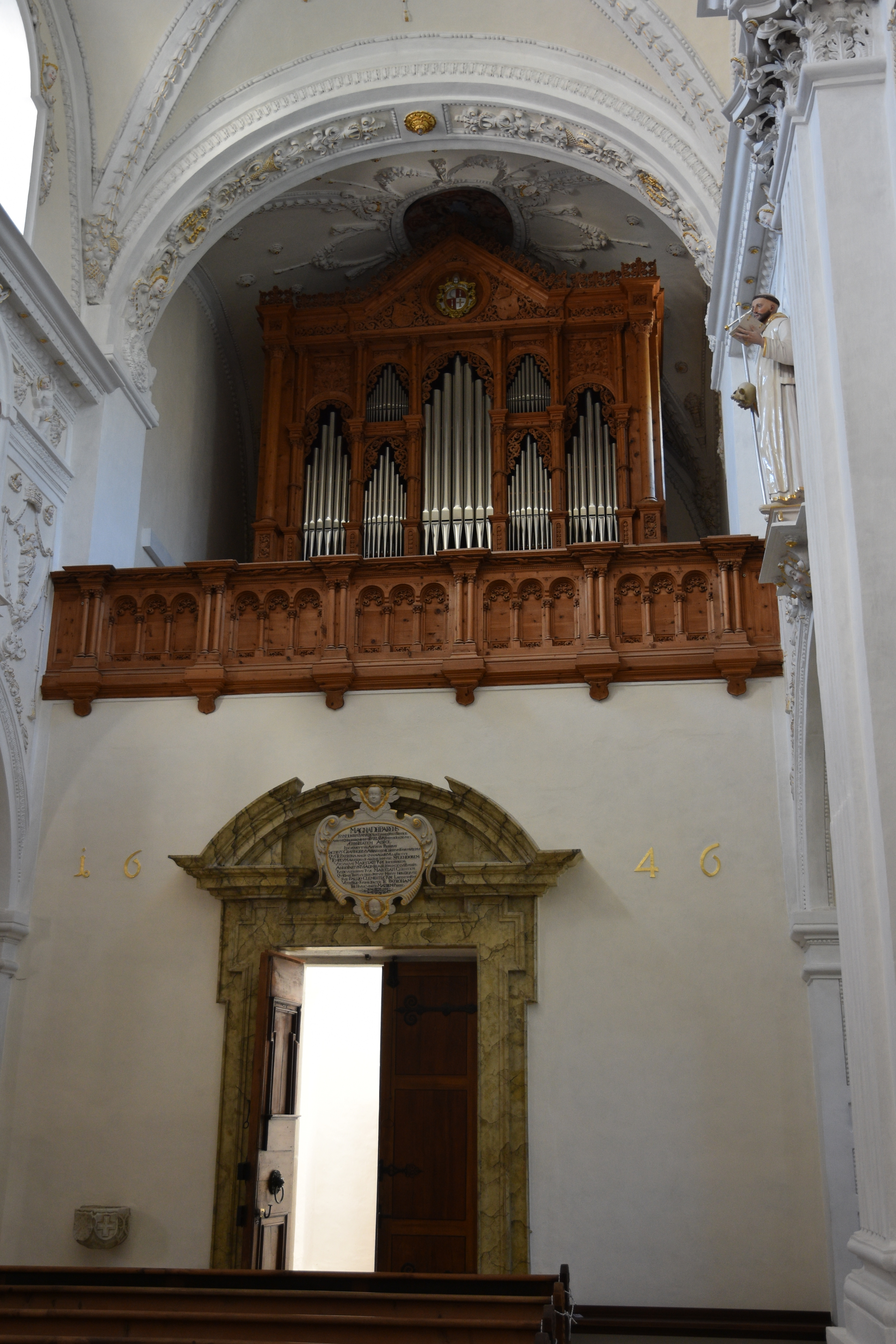
Organy
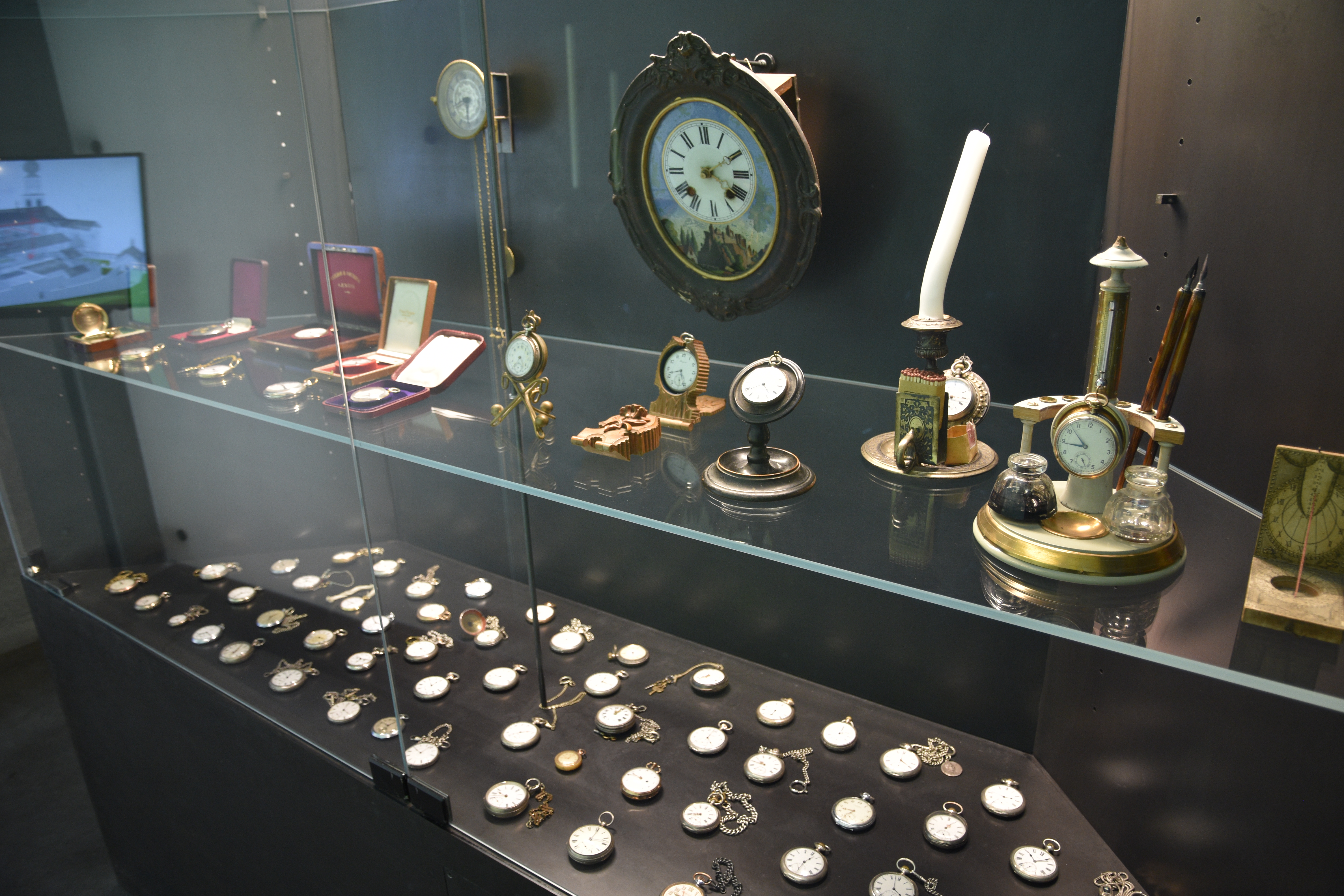
Zbiory muzeum